# Contea di Carlton
La contea di Carlton in inglese Carlton County è una contea dello Stato del Minnesota, negli Stati Uniti. La popolazione al censimento del 2000 era di 31 671 abitanti. Il capoluogo di contea è Carlton